# John Lawley
John Lawley, född 1859, död 1922, var en brittisk kommendör i Frälsningsarmén, William Booths resesekreterare, sångare i väckelsekampanjer och sångförfattare.

## Psalmer
- Det finns ett bättre land vid härlighetens strand
- Följ med mig fram till korset, där Jesus för dig led
- Hjärtan är det världen kräver